# Liste des épisodes de Supergirl
La liste des épisodes de Supergirl, série télévisée américaine, est constituée de 126 épisodes.

## Panorama des saisons
| Saisons | Nombre d'épisodes | Diffusion originale sur CBS (première saison) puis The CW | Diffusion originale sur CBS (première saison) puis The CW | Diffusion originale sur CBS (première saison) puis The CW | Dates de sortie DVD et disques Blu-ray | Dates de sortie DVD et disques Blu-ray | Dates de sortie DVD et disques Blu-ray |
| Saisons | Nombre d'épisodes | Années                                                    | Début de saison                                           | Fin de saison                                             | Zone 1 (dont États-Unis)               | Zone 2 (dont France)                   | Zone 4 (dont Australie)                |
| ------- | ----------------- | --------------------------------------------------------- | --------------------------------------------------------- | --------------------------------------------------------- | -------------------------------------- | -------------------------------------- | -------------------------------------- |
| 1       | 20                | 2015-2016                                                 | 26 octobre 2015                                           | 18 avril 2016                                             | indéterminées                          | indéterminées                          | indéterminées                          |
| 2       | 22                | 2016-2017                                                 | 10 octobre 2016                                           | 22 mai 2017                                               | indéterminées                          | indéterminées                          | indéterminées                          |
| 3       | 23                | 2017-2018                                                 | 9 octobre 2017                                            | 18 juin 2018                                              | indéterminées                          | indéterminées                          | indéterminées                          |
| 4       | 22                | 2018-2019                                                 | 14 octobre 2018                                           | 19 mai 2019                                               | indéterminées                          | indéterminées                          | indéterminées                          |
| 5       | 19                | 2019-2020                                                 | 6 octobre 2019                                            | 17 mai 2020                                               | indéterminées                          | indéterminées                          | indéterminées                          |
| 6       | 20                | 2021                                                      | 30 mars 2021                                              | 9 novembre 2021                                           | indéterminées                          | indéterminées                          | indéterminées                          |

## Liste des épisodes

### Première saison (2015-2016)
Composée de vingt épisodes, elle a été diffusée du 26 octobre 2015 au 18 avril 2016 sur CBS, aux États-Unis
1. Une nouvelle héroïne (Pilot)
2. Période d'essais (Stronger Together)
3. Dans l'ombre de Superman (Fight or Flight)
4. Hautes tensions (Livewire)
5. Mais comment fait-elle ? (How Does She Do It?)
6. Plus loin, plus proche (Red Faced)
7. Devenir meilleure (Human for a Day)
8. L'Importance des secrets (Hostile Takeover)
9. L'Instant de vérité (Blood Bonds)
10. Héritage explosif (Childish Things)
11. Les Visiteurs (Strange Visitor From Another Planet)
12. Une place pour deux (Bizarro)
13. Un monde parfait (For the Girl Who Has Everything)
14. La Rivale (Truth, Justice, and the American Way)
15. Moment de solitude (Solitude)
16. Super méchante (Falling)
17. La Véritable Histoire de J'onn J'onzz (Manhunter)
18. À deux c'est mieux (World's Finest)
19. Alliance de la dernière chance (Myriad)
20. Condamnée à l'exploit (Better Angels)

### Deuxième saison (2016-2017)
Le 12 mai 2016, la série a été renouvelée pour une deuxième saison composée de vingt-deux épisodes. Elle a été diffusée du 10 octobre 2016 au 22 mai 2017 sur The CW, aux États-Unis.
1. Le Monde à ses pieds (The Adventures of Supergirl)
2. Les Derniers Enfants de Krypton (The Last Children of Krypton)
3. Rencontre au sommet (Welcome to Earth)
4. Espoirs déçus (Survivors)
5. À armes inégales (Crossfire)
6. Climat défavorable (Changing)
7. Au cœur de Cadmus (The Darkest Place)
8. L'Arme parfaite (Medusa) - pré-première partie du troisième crossover annuel
9. La Porte des étoiles (Supergirl Lives)
10. Ennemie jurée (We Can Be Heroes)
11. L'Un d'entre nous… (The Martian Chronicles)
12. L'ADN des Luthor (Luthors)
13. Mariage forcé (Mr. and Mrs. Mxyzptlk)
14. Libéré mais pas délivré (Homecoming)
15. Le Projet Exodus (Exodus)
16. Le Prince de Daxam (Star-Crossed) - spécial musical ainsi que le 1er épisode d'un crossover avec la série télévisée Flash (S03E17 - Chantons sous la nuit)
17. Soleil lointain (Distant Sun)
18. Cobaye humain (Ace Reporter)
19. Jalousie d'enfance (Alex)
20. La Cité des enfants perdus (City of Lost Children)
21. La Grande Invasion (Resist)
22. Le Sens du devoir (Nevertheless, She Persisted)

### Troisième saison (2017-2018)
Le 8 janvier 2017, la série a été renouvelée pour une troisième saison de vingt-trois épisodes. Elle a été diffusée du 9 octobre 2017 au 18 juin 2018 sur The CW, aux États-Unis.
1. Cœur d'acier (Girl of Steel)
2. Psychose (Triggers)
3. Se défaire du passé (Far From the Tree)
4. Fidèlement fou (The Faithful)
5. Dommages et Intérêts (Damage)
6. Retour à Midvale (Midvale)
7. La Renaissance du mal (Wake Up)
8. Terre-X : Célébrations (Crisis on Earth-X) - première partie du quatrième crossover annuel
9. Le Règne de Reign (Reign)
10. Au chevet de la paix (Legion of Super-Heroes)
11. Enquête à Fort Rozz (Fort Rozz)
12. Le Mal mis à mal (For Good)
13. L'Hôte indésirable (Both Sides Now)
14. Vers l'infini et au-delà (Schott Through the Heart)
15. L'élève devient le maître (In Search of Lost Time)
16. Les Deux Esprits (Of Two Minds)
17. L'Union terrible (Trinity)
18. Le Manoir invisible (Shelter from the Storm)
19. Les Fanatiques (The Fanatical)
20. La Face cachée de Krypton (Dark Side of the Moon)
21. Dédoublement de personnalité (Not Kansas)
22. Les Sorcières de Juru (Make It Reign)
23. Guerres et Conséquences (Battles Lost and Won)

### Quatrième saison (2018-2019)
Le 2 avril 2018, la série a été renouvelée pour une quatrième saison. Elle est diffusée depuis le 14 octobre 2018 sur The CW, aux États-Unis.
1. Chasse aux aliens (The American Alien)
2. Protégeons la Terre (Fallout)
3. L'Âge de l'acier (Man of Steel)
4. Non-violence (Ahimsa)
5. Parasite perdu (Parallax)
6. La révolte gronde (Call to Action)
7. Bienvenue sur Shelley Island (Rather the Fallen Angel)
8. Le Rêve de Liberty (Bunker Hill)
9. Les autres mondes : La Troisième Heure (Elseworlds: Part Three) - troisième partie du cinquième crossover annuel
10. Soupçons (Suspicious Minds)
11. La Rage au ventre (Blood Memory)
12. La Voleuse de diamants (Ménagerie)
13. Justice pour tous ? (What's So Funny About Truth, Justice, and the American Way?)
14. Une main tendue (Stand and Deliver)
15. Au nom du frère (O Brother, Where Art Thou?)
16. La Fille en rouge (The House of L)
17. Mystérieuse Ève (All About Eve)
18. Crime et Châtiment (Crime and Punishment)
19. Le Pouvoir des mots (American Dreamer)
20. Un accueil inattendu (Will the Real Miss Tessmacher Please Stand Up?)
21. Tigre de papier (Red Dawn)
22. Le Triomphe de la vérité (The Quest for Peace)

### Cinquième saison (2019-2020)
Le 31 janvier 2019, la série a été renouvelée pour une cinquième saison, diffusée depuis le 6 octobre 2019 sur The CW, aux États-Unis.
1. Vortex (Event Horizon)
2. Travail sur soi (Stranger Beside Me)
3. Prise de contrôle (Blurred Lines)
4. Le Pouvoir de Malefic (In Plain Sight)
5. Liaison dangereuse (Dangerous Liaisons)
6. Le Médaillon d'Acrata (Confidence Women)
7. Fusion (Tremors)
8. La Colère de Rama Khan (The Wrath of Rama Kahn)
9. Crise sur les Terres infinies : La Menace (Crisis on Infinite Earths: Hour One) - première partie du sixième crossover annuel
10. La Capsule (The Bottle Episode)
11. Retour du futur, première partie (Back to the Future, Part One)
12. Retour du futur, deuxième partie (Back to the Future, Part Two)
13. Réécrire l'histoire (It's a Super Life)
14. La Garde du corps (The Bodyguard)
15. Monde virtuel, haine réelle (Reality Bytes)
16. Alex aux pays des merveilles (Alex in Wonderland)
17. Deus Lex Machina (Deus Lex Machina)
18. Le Chaînon manquant (The Missing Link)
19. Combats d'immortels, 1ère partie (Immortal Kombat)

### Sixième saison (2021)
Le 7 janvier 2020, la série a été renouvelée pour une sixième saison, qui sera la dernière,. Composée de vingt épisodes, elle est diffusée en deux parties. La première débute le 30 mars 2021 pour les sept premiers épisodes, puis la suite débute le 24 août 2021, sur The CW.
1. Renaissance, 2ème partie (Rebirth)
2. Des femmes d'exception (A Few Good Women)
3. Menaces fantômes (Phantom Menaces)
4. Les Âmes perdues (Lost Souls)
5. Bal de promo (Prom Night)
6. Bal de promo bis (Prom Again!)
7. Cauchemars parallèles (Fear Knot)
8. Bon retour parmi nous, Kara (Welcome Back, Kara)
9. Oiseau de mauvais augure (Dream Weaver)
10. Le Piège de glace (Still I Rise)
11. Nyxly recherche Mxy (Mxy in the Middle)
12. Le Nouveau Guardian (Blind Spots)
13. Le Totem du courage (The Gauntlet)
14. Le Totem de l'humanité (Magical Thinking)
15. Le Totem de l'espoir (Hope for Tomorrow)
16. Le Totem des rêves (Nightmare in National City)
17. Je crois en ce qu'on appelle l'amour (I Believe in a Thing Called Love)
18. Le Totem de l'amour (Truth or Consequences)
19. Le Dernier Défi (The Last Gauntlet)
20. Kara (Kara)